# Veľký Šum
Veľký Šum také zvaný Veľká Hučava je potok ve Vysokých Tatrách na Slovensku. Protéká územím okresu Poprad. Je dlouhý 6,5 km. Povodí má rozlohu 6,8 km². Je tokem IV. řádu.

## Průběh toku
Pramení na jižním svahu Tupé v nadmořské výšce přibližně 2250 m. Nejprve teče na jihojihozápad, z pravé strany přibírá krátký přítok z východního svahu Ostrvy a pod tímto soutokem nabývá charakter stálého vodního toku. Pokračuje pak jihojihovýchodním směrem. Vtéká do Podtatranské kotliny, do podcelku Tatranské podhorie, přibírá levostranný přítok z jihovýchodního svahu Klinu a teče západně od osady Vyšné Hágy. Jižně od osady přibírá zleva Malý Šum a pokračuje na jih rovnoběžně s korytem řeky Poprad na pravém břehu. Do Popradu ústí zleva západně od obce Štôla v Popradské kotlině, v nadmořské výšce přibližně 855 m.